# Wroni Pies
Wroni Pies (w języku lakota Kangisunka, ang. Crow Dog, ur. w 1833, zm. w 1910) – wódz Indian z północnoamerykańskiego plemienia Siuksów Brulé. Autor jednego z najgłośniejszych morderstw w Dakocie Południowej pod koniec XIX w. i bohater precedensowego procesu sądowego.
Nic nie wiadomo o jego młodości i nie jest pewne, czy brał udział w wojnie Indian Wielkich Równin z Amerykanami w 1876 r. Wiadomo jednak, że rok później był jednym z wojowników Brulé, którzy doprowadzili pogromcę gen. Custera, Szalonego Konia (lak. Tashunka Witko, ang. Crazy Horse) do Fortu Robinson. Nie brał udziału w zamordowaniu wodza Oglalów, ale kiedy w 1879 r. w agencji Rosebud tworzono oddział indiańskiej policji w służbie rządu USA, został jego dowódcą. 
Był krewnym innego wodza Brulé, Pstrego Ogona (lak. Sinte Galeshka, ang. Spotted Tail) i podobnie jak on zabiegał o poprawne stosunki współplemieńców z białymi. Dbał przy tym także o własne interesy i miał m.in. za złe Pstremu Ogonowi, że ten przywłaszczył sobie opłatę za wydzierżawienie ranczerom plemiennych pastwisk. Kiedy w 1880 r. stracił stanowisko w policji, o intrygę oskarżył także Pstrego Ogona, a – zdaniem części ówczesnych Siuksów i białych – ostatecznie znienawidził go wtedy, gdy Pstry Ogon uwiódł żonę jednego z jego krewnych. 5 sierpnia 1881 r. w zemście zastrzelił z ukrycia Pstrego Ogona (dla innych Siuksów – jak pisze m.in. Dee Brown – był to efekt spisku białych mającego osłabić władzę tradycyjnych wodzów plemienia). Co prawda krewni Wroniego Psa wypłacili rodzinie ofiary zwyczajowy okup, ale nie wystarczyło to Amerykanom. Sąd w Deadwood uznał go winnym morderstwa i w 1882 r. skazał na powieszenie, ale Sąd Najwyższy USA zdecydował, że sądy stanowe (federalne) nie mają prawa rozpatrywać przestępstw popełnianych przez Indian w rezerwatach i wodza uwolnił.

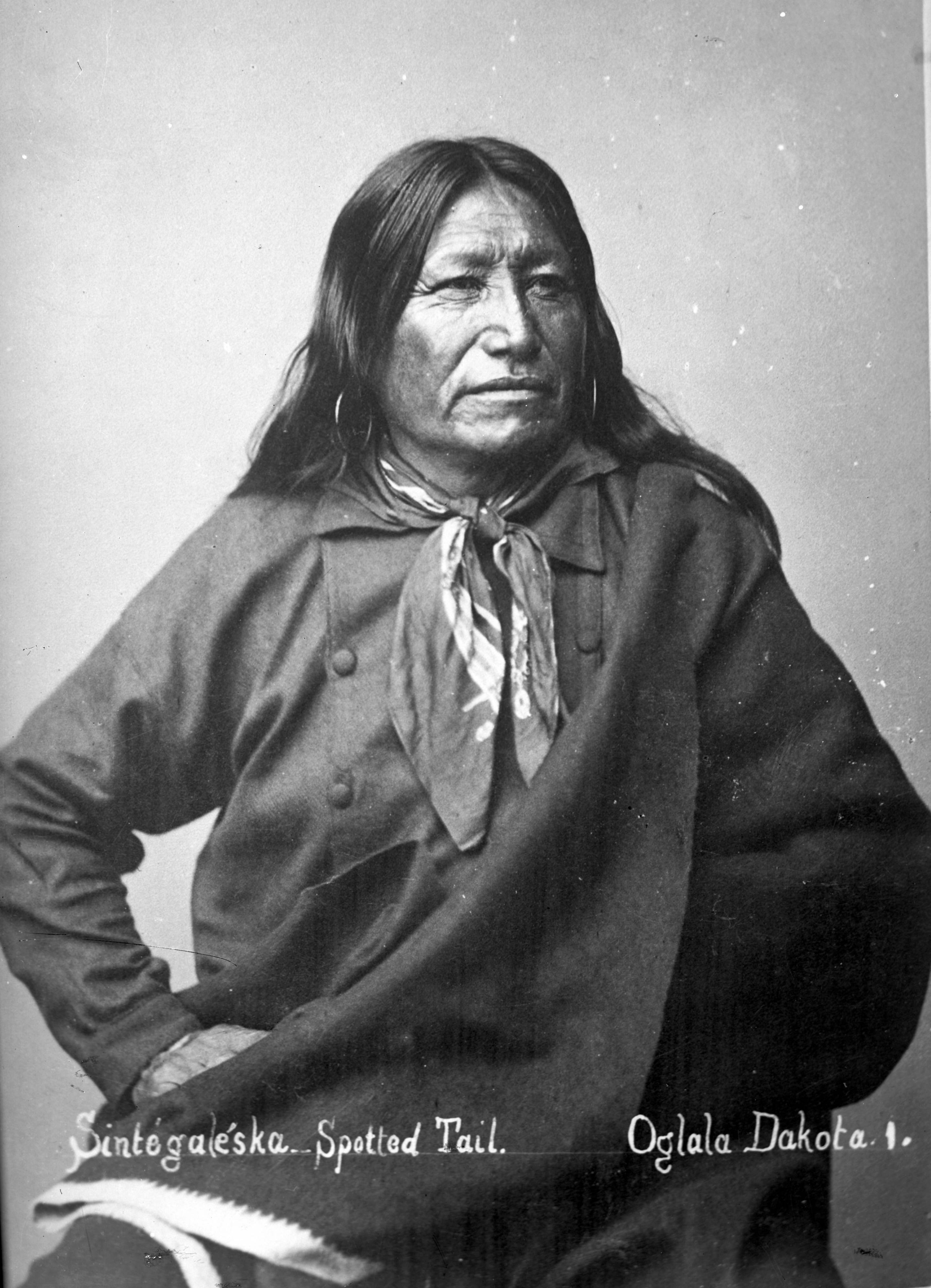
Pstry Ogon

Po powrocie do Rosebud, z uwagi na swoje nowe sądowe doświadczenia i odkupione w sposób zgodny z tradycją winy, Wroni Pies zyskał szacunek współplemieńców i udzielał im porad prawnych. W 1890 r. stał się zwolennikiem Tańca Duchów i wraz z wieloma innymi Siuksami zbiegł w góry, wzywając zarazem do zachowania pokoju z Amerykanami i nie wszczynania sporów między samymi Indianami. Wkrótce po masakrze nad Wounded Knee z 29 grudnia 1890 r. zgłosił się do rezerwatu Pine Ridge, osiadł tam i żył w spokoju do śmierci w 1910 r.